# Setacera micans
Setacera micans – gatunek muchówki z rodziny wodarkowatych i podrodziny Ephydrinae.
Gatunek ten opisany został w 1833 roku przez Alexandra Henry’ego Halidaya jako Ephydra micans.
Muchówka o ciele długości około 4 mm. Głowa jej zaopatrzona jest w dwie pary szczecinek orbitalnych oraz skierowane w dół szczecinki perystomalne. Czułki mają na zewnętrznej powierzchni trzeciego członu długą i cienką szczecinkę. Skrzydła cechuje czarna żyłka kostalna. Odwłok samca ma cienkie włoski oraz tergit piąty krótszy od czwartego. Narządy rozrodcze samca mają małe, smukłe i ku szczytowi zwężone edyty. Samica ma odległość między kolcami pokładełka a przysadkami odwłokowymi mniejszą niż długość tychże przysadek.
Owad znany z Irlandii, Wielkiej Brytanii, Francji, Belgii, Holandii, Niemiec, Szwecji, Norwegii, Finlandii, Szwajcarii, Austrii, Włoch, Polski, Czech, Węgier, Ukrainy, Wysp Kanaryjskich i nearktycznej Ameryki Północnej.